# Tarcisio Burgnich
Tarcisio Burgnich (født 25. april 1939 i Ruda, Italien, død 26. maj 2021) var en italiensk  fodboldspiller (forsvarer) og -træner.
Burgnich blev europamester med Italiens landshold ved EM 1968 på hjemmebane, og spillede alle italienernes tre kampe i turneringen. I alt nåede han at spille 66 kampe for landsholdet, hvori han scorede to mål. Han deltog også ved både VM 1966 i England, VM 1970 i Mexico og VM 1974 i Vesttyskland.
På klubplan spillede Burgnich hele karrieren i hjemlandet, hvor han blandt andet repræsenterede storklubberne Juventus, Inter og Napoli. Længst tid, 12 år, tilbragte han hos Inter. Han vandt ét italiensk mesterskaber med Juventus og hele fire med Inter, mens det med Inter også blev til to triumfer i Mesterholdenes Europa Cup og to Intercontinental Cup-titler.

## Titler
Serie A
- 1961 med Juventus
- 1963, 1965, 1966 og 1971 med Inter

Coppa Italia
- 1976 med Napoli

Mesterholdenes Europa Cup
- 1964 og 1965 med Inter

Intercontinental Cup
- 1964 og 1965 med Inter

Anglo-Italian Cup
- 1976 med Napoli

EM
- 1968 med Italien